# Nishada rotundipennis
Nishada rotundipennis är en fjärilsart som beskrevs av Walker 1862. Nishada rotundipennis ingår i släktet Nishada och familjen björnspinnare. Inga underarter finns listade i Catalogue of Life.